# Aeropsidae
De Aeropsidae zijn een familie van zee-egels (Echinoidea) uit de orde Spatangoida.

## Geslachten
- Onderfamilie Aeropsinae
  - Aeropsis Mortensen, 1907
- Onderfamilie Corasterinae Lambert & Thiéry, 1924 †
  - Coraster Cotteau, 1886 †
  - Cordastrum Nisiyama, 1968 †
  - Cottreaucorys Lambert, 1920 †
  - Homoeaster Pomel, 1883 †
  - Lambertiaster Gauthier, 1892 †
  - Orthaster Moskvin, 1982 †
  - Physaster Pomel, 1883 †